# Martina Tomner
Martina Magdalena Tomner, född 23 juli 1983, är en svensk tonsättare och dirigent.

## Biografi
Martina Tomner studerade 2002–12 vid Musikhögskolan i Malmö för bl. a. Rolf Martinsson, Kent Olofsson och Luca Francesconi. Studierna avslutades med en diplomexamen i komposition. Därefter har hon varit verksam som frilansande tonsättare. Dessutom arbetar hon som dirigent, körledare och lärare i musikteori och är sedan 2011 dirigent för Malmö motettkör.
Martina Tomner komponerar kammarmusik och elektroakustisk musik men även verk för större ensembler och orkester. Hon invaldes 2012 i Föreningen svenska tonsättare.

## Verkförteckning

### Orkesterverk
- Non requiescat för sinfonietta (2004/05)
- Riddles för blåsorkester (2007)
- smouldering… för blåsorkester (2008)
- Had a Great Fall för sinfonietta (2009)
- Tempelmusik för stråkorkester (2009)
- Tempelmusik II för stråkorkester [reducerad version av Tempelmusik] (2010)
- …was hast du meinem Schlaf zu sagen? för sinfonietta (2011)
- Put Out the Light för orkester (2012)

### Musikdramatik
- En studie i instängdhet, kammaropera i en akt för blockflöjt, sopran, trombon, slagverk och viola (2014)

### Kammarmusik och solostycken
- Lorelei för sopran, klarinett, harpa, violin, viola och cello till text av Heinrich Heine (2003)
- Invocation för flöjt (2005/06)
- Fyra karikatyrer för piano (2007)
- Watchguard/Gatekeeper för tre tromboner [förstudie till Gatekeeper II] (2007)
- Caractères för blockflöjt, klarinett, trumpet, sopran, violin till text av Tristan Tzara (2007)
- Gatekeeper II för trombon och elektronik (2008)
- Tre stycken för orgel (2008)
- …i ett dunkelt ljus för piano (2008)
- Inside the Circle för slagverksensemble (2008)
- Vicious Circles för trombon, cello, slagverk och klarinett (2010)
- Zum Einschlafen zu sagen för tenor, harpa, basklarinett och liveelektronik till text av Rainer Maria Rilke (2009)
- Herbsttag (2009) för blockflöjt, flöjt, basklarinett, tenor, harpa och slagverk med eller utan liveelektronik till text av Rainer Maria Rilke (2009)
- A Brisk Walk Through Hell för gitarr, harpa, klarinett, slagverk, viola, kontrabas och tape (2010)
- Birds of Passage för blockflöjt och tape (2010)
- The Art of Loving för soloviolin (2011)
- Birds of Passage II för blockflöjt och tape [avsedd att framföras tillsammans med Birds of Passage] (2011)
- Rikki-Tikki-Tavi för sopran, flöjt, blockflöjt, piano och kontrabas (2012)
- The Brain/The Lost Thought för sopran, blockflöjt och slagverk (2012)
- Mermaid Memories för blockflöjt och piano (2013)
- Yggdrasil, kammarkonsert för cello, piano, harpa och slagverk (2015)

### Körstycken
- Grimm Tales för damkör och tape till texter ur Bröderna Grimms sagor (2008)
- Ars Amatoria för damkör och två violiner till text av Ovidius (2010)
- If för åttastämmig blandad kör (2010)
- Vad som har hänt i sagan, skall hända även mig! för blandad kör a cappella till text av Edith Södergran (2015)

### Elektroakustisk musik
- Skrattspegel för tape (2007)
- Flygande tankar och toner, skolkompositionsprojekt för tape i Staffanstorp (2013)
  1. ”Läskiga grottan”
  2. Sagan om fladdermusen”
  3. ”Zlatan möter Messi”
  4. ”Den kusliga natten”
  5. ”2b:s fantastiska djurvärld”
  6. ”Bird Power”